# Virginia Slims of Boston 1983
Virginia Slims of Boston 1983 — жіночий тенісний турнір, що проходив на закритих кортах з килимовим покриттям Walter Brown Arena в Бостоні (США). Належав до Світової чемпіонської серії Вірджинії Слімс 1983. Тривав з 14 березня до 20 березня 1983 року. Венді Тернбулл здобула титул в одиночному розряді й отримала за це 30 тис. доларів США, а також 200 рейтингових очок Virginia Slims Series.

## Фінальна частина

### Одиночний розряд
Венді Тернбулл —  Сільвія Ганіка 6–4, 3–6, 6–4
- Для Тернбулл це був 1-й титул в одиночному розряді за сезон і 10-й — за кар'єру.

### Парний розряд
Джо Дьюрі /  Енн Кійомура —  Кеті Джордан /  Енн Сміт 6–3, 6–1
- Для Дьюрі це був 1-й титул за рік і 2-й - за кар'єру. Для Кійомури це був 2-й титул за сезон і 15-й — за кар'єру.